# ピーターボロ・トランジット
ピーターボロ・トランジット（英語：Peterborough Transit）は、カナダのオンタリオ州南部、ピーターボロ市の公共交通機関で、現在、車両の改善とサービスの拡張を進めている。

## 歴史
ピーターボロ市の公共交通機関は、当初、路面電車を運営したことに始まり、1893年から1898年まで運営されていた会社ピーターボロ&アシュバーナム・ストリート鉄道（The Peterborough and Ashburnham Street Railway Company）を前身とする。これがピーターボロ・ラジアル鉄道（Peterborough Radial Railway Company）に受け継がれ、1902年から1927年まで運営されたが、路面電車の時代はここで終わることになる。
ピーターボロ・ラジアル鉄道が廃止された1927年の始め、市内にはクーニーとジョプリンの2社のみしか市内交通を提供する運輸会社がなく、限定されたものであった。1927年の末、ボーダー・トランジット（Border Transit Limited）が設立され、1978年に現在のピーターボロ・トランジット（ピーターボロ交通局）となった。

## 路線
11の主要ルートとトレント大学へ向かう4つの快速ルート（エキスプレス・ルート）に加え、別の快速ルートが2つ、他、小型の乗り合いバスやタクシーを運営している。現在の路線は以下の通りとなっている。
メインルート：
- ルート1 - ジョージ・ノース（George North）
- ルート2 - チェモング（Chemong）
- ルート3 - ハイランド（Highland）
- ルート4 - ジャクソン・パーク（Jackson Park）
- ルート5 - シャーロット・ウエスト（Charlotte West）
- ルート6 - フレミング・カレッジ/カワーサ（Fleming College/Kawartha）
- ルート7 - ランズドーン・ウエスト（Lansdowne West）
- ルート8 - モナハン（Monaghan）
- ルート9 - ニコルズ・パーク（Nichols Park）
- ルート10 - コリソン（Collison）
- ルート11 - アシュバーナム（Ashburnham）

トレント大学エキスプレス・ルート：
- トレント・ダイレクト（Trent Direct）
- トレント・エキスプレス（Trent Express）
- トレント・イースト・バンク（Trent East Bank）
- トレント・フレミング・コネクト（Trent-Fleming Connect）

エキスプレスルート：
- メジャー・ベネット産業公園（Major Bennett Industrial Park）
- テクノロジー・ドライブ（Technology Drive）

## 車両
現在、39台のバスを運営しており、19台を新規に発注している。
- 11台 ノバ・バス LFS（Nova Bus LFS、さらに11台新規に発注）
- 9台 GMディーゼル（General Motors Diesel Division Buses T6H）
- 7台 モーターコーチ（Motor Coach Industries International Classics、さらに8台新規に発注中）
- 5台 オリオン・バス・インダストリーズ オリオン1型（Orion Bus Industries Orion I）
- 4台 オリオン・バス・インダストリーズ オリオン6型（Orion Bus Industries Orion VI）
- 1台 オリオン・バス・インダストリーズ オリオン5型（Orion Bus Industries Orion V）
- 2台 エルドラド・ナショナル・アメリバン PT（ElDorado National Amerivan PT）

## 料金
- 大人料金 ： $2.00
- 高校生、トレント大学、フレミング・カレッジの学生 ： $2.00
- 高齢者 ： $2.00
- 子供（2歳以上12歳以下） ： $2.00
- 子供2歳未満 ： 無料